# Amphoe Ban Thaen
Amphoe Ban Thaen (Thai: อำเภอ บ้านแท่น) ist ein Landkreis (Amphoe – Verwaltungs-Distrikt) im Nordosten der Provinz Chaiyaphum. Die Provinz Chaiyaphum liegt in der Nordostregion von Thailand, dem so genannten Isan.

## Geographie
Die Nachbarbezirke sind im Uhrzeigersinn von Südwesten startend: die Amphoe Kaeng Khro und Phu Khiao in der Provinz Chaiyaphum sowie die Amphoe Nong Ruea und Mancha Khiri der Provinz Khon Kaen.

## Geschichte
Ban Thaen wurde am 16. Juni 1965 zunächst als „Zweigkreis“ (King Amphoe) eingerichtet, indem die Tambon Sam Suan, Ban Tao und Ban Thaen vom Amphoe Phu Khiao abgetrennt wurden. 
Am 25. Februar 1969 wurde er zum Amphoe heraufgestuft.

## Verwaltung

### Provinzverwaltung
Der Landkreis Ban Thaen ist in 5 Tambon („Unterbezirke“ oder „Gemeinden“) eingeteilt, die sich weiter in 66 Muban („Dörfer“) unterteilen.
| Nr. | Name      | Thai   | Muban | Einw.  |
| --- | --------- | ------ | ----- | ------ |
| 1.  | Ban Thaen | บ้านแท่น | 16    | 12.904 |
| 2.  | Sam Suan  | สามสวน | 18    | 10.809 |
| 3.  | Sa Phang  | สระพัง  | 09    | 05.755 |
| 4.  | Ban Tao   | บ้านเต่า | 13    | 09.445 |
| 5.  | Nong Khu  | หนองคู  | 10    | 06.830 |

### Lokalverwaltung
Es gibt zwei Kommunen mit „Kleinstadt“-Status (Thesaban Tambon) im Landkreis:
- Ban Tao (Thai: เทศบาลตำบลบ้านเต่า) besteht aus dem ganzen Tambon Ban Tao.
- Ban Thaen (Thai: เทศบาลตำบลบ้านแท่น) besteht aus Teilen des Tambon Ban Thaen.

Außerdem gibt es vier „Tambon-Verwaltungsorganisationen“ (องค์การบริหารส่วนตำบล – Tambon Administrative Organizations, TAO):
- Ban Thaen (Thai: องค์การบริหารส่วนตำบลบ้านแท่น)
- Sam Suan (Thai: องค์การบริหารส่วนตำบลสามสวน)
- Sa Phang (Thai: องค์การบริหารส่วนตำบลสระพัง)
- Nong Khu (Thai: องค์การบริหารส่วนตำบลหนองคู)